# Céreste-en-Luberon
Céreste-en-Luberon  es una población y comuna francesa, situada en la región de Provenza-Alpes-Costa Azul, departamento de Alpes de Alta Provenza, en el distrito de Forcalquier y cantón de Reillanne.

## Geografía
El río Calavon forma la frontera norte y noroeste de la comuna de Céreste.

## Historia
Un asentamiento de la época galo-romana se estableció en lo que hoy en día es el Priorato de Saint-Sauveur, posiblemente como un punto estratégico para controlar el paso del río. Entre las reliquias que trascendieron en la época romana se encuentran un horno de alfarero, una antigua tumba y sarcófagos en Saint -Sauveur.
El Priorato de Carluc se fundó en el siglo XI. Otro convento, el de Saint-Sauveur, perteneció a la Abadía de San Andrés en Villeneuve-lès-Avignon durante los siglos XII y XIII. El feudo fue controlado inicialmente por los Forcalquiers, y luego por la familia de Brancas.
A inicios del siglo XVIII, los hermanos Estieu estaban a cargo de un horno de alfarería.
Durante la revolución francesa, la comuna tuvo su propia Sociedad Patriótica, una variación del tema del Club de los Jacobinos, creada, en este caso, poco después de 1792.
La comuna se denominó Céreste hasta el 31 de diciembre de 2023.

## Demografía
| 1051 | 972 | 1061 | 1082 | 1141 | 1183 | 1153 | 1138 | 1198 | 1272 | 1306 | 1250 | 1152 | 1173 | 1124 | 1052 | 1045 | 926 | 884 | 820 | 770 | 773 | 708 | 630 | 630 | 558 | 632 | 757 | 832 | 862 | 950 | 1036 |
| Para los censos de 1962 a 1999 la población legal corresponde a la población sin duplicidades (Fuente: INSEE [Consultar]) |     |      |      |      |      |      |      |      |      |      |      |      |      |      |      |      |     |     |     |     |     |     |     |     |     |     |     |     |     |     |      |